# Краузе, Джеймс
Джеймс Лео Краузе (англ. James Leo Krause; род. 4 июня 1986, Ньюпорт-Ньюс, США) — американский боец смешанного стиля, представитель лёгкой и полусредней весовых категорий. Выступает на профессиональном уровне начиная с 2007 года, известен по участию в турнирах бойцовских организаций UFC, WEC, Bellator, Titan FC, RFA и др. В качестве бойца и тренера неоднократно принимал участие в реалити-шоу The Ultimate Fighter.

## Биография
Джеймс Краузе родился 4 июня 1986 года в городе Ньюпорт-Ньюс штата Виргиния, США. Когда ему было два года, родители развелись, и он переехал на постоянное жительство в Одессу, Миссури. В возрасте шести лет начал заниматься карате, во время учёбы в местной старшей школе в период 2001—2004 годов серьёзно занимался борьбой.
Достаточно долго практиковал бразильское джиу-джитсу под руководством тренера Леонарду Песаньи, удостоился в конечном счёте чёрного пояса. Проходил подготовку в залах Grindhouse MMA и Glory MMA and Fitness.

### Начало профессиональной карьеры
Дебютировал в смешанных единоборствах на профессиональном уровне в ноябре 2007 года на турнире Titan Fighting Championships, выиграв у своего соперника технической сдачей в первом же раунде. Впоследствии одержал ещё несколько побед на турнирах Titan FC, при этом дрался и в других американских промоушенах.

### World Extreme Cagefighting
Имея в послужном списке десять побед без единого поражения, Краузе привлёк к себе внимание крупной организации World Extreme Cagefighting и в 2009 году подписал с ней контракт. Тем не менее, закрепиться здесь не смог, потерпев поражения от Дональда Серроне и Рикардо Ламаса.

### Bellator Fighting Championships
В апреле 2010 года Краузе заменил травмировавшегося Феррида Хедера в гран-при лёгкого веса второго сезона Bellator Fighting Championships и на стадии четвертьфиналов встретился с финалистом первого сезона Тоби Имадой — в итоге проиграл ему сдачей, попавшись во втором раунде на рычаг локтя.

### The Ultimate Fighter
В 2012 году Краузе стал одним из участников пятнадцатого сезона популярного бойцовского реалити-шоу The Ultimate Fighter. Однако уже на предварительном этапе шоу он техническим нокаутом проиграл Джастину Лоуренсу.

### Resurrection Fighting Alliance
В период 2011—2013 годов Джеймс Краузе регулярно выступал в небольшом промоушене Resurrection Fighting Alliance, где в общей сложности одержал пять побед, в том числе взял реванш у Тоби Имады.

### Ultimate Fighting Championship
Начиная с 2013 года дрался в крупнейшей бойцовской организации мира Ultimate Fighting Championship, где впоследствии сумел выиграть у таких известных бойцов как Сэм Стаут, Джейми Варнер, Дарон Крюйкшенк, Шейн Кемпбелл, Варлей Алвис, но проиграл Кингу Грину, Хорхе Масвидалю и Вальмиру Ласаро.
В 2017 году вновь принимал участие в шоу TUF, на сей раз дошёл до полуфинала, уступив технической сдачей Джесси Тейлору. Кроме того, в качестве тренера участвовал в сезоне The Ultimate Fighter: Undefeated — занимался подготовкой бойцов команды Стипе Миочича.

## Статистика в профессиональном ММА
| Боёв 36  | Побед 28 | Поражений 8 |
| -------- | -------- | ----------- |
| Нокаутом | 8        | 1           |
| Сдачей   | 14       | 2           |
| Решением | 6        | 5           |

| Результат | Рекорд | Соперник          | Способ                       | Турнир                                        | Дата             | Раунд | Время | Место               | Примечание                                      |
| --------- | ------ | ----------------- | ---------------------------- | --------------------------------------------- | ---------------- | ----- | ----- | ------------------- | ----------------------------------------------- |
| Победа    | 28-8   | Клаудиу Силва     | Единогласное решение         | UFC Fight Night: Ortega vs. The Korean Zombie | 17 октября 2020  | 3     | 5:00  | Абу-Даби, ОАЭ       | Возвращение в полусредний вес.                  |
| Поражение | 27-8   | Тревин Джайлз     | Раздельное решение           | UFC 247                                       | 8 февраля 2020   | 3     | 5:00  | Хьюстон, США        | Дебют в среднем весе.                           |
| Победа    | 27-7   | Сержиу Мораис     | KO (удары руками)            | UFC Fight Night: Błachowicz vs. Jacaré        | 16 ноября 2019   | 3     | 4:19  | Сан-Паулу, Бразилия |                                                 |
| Победа    | 26-7   | Варлей Алвис      | TKO (удары)                  | UFC Fight Night: Gaethje vs. Vick             | 25 августа 2018  | 2     | 2:28  | Линкольн, США       | Бой в полусреднем весе.                         |
| Победа    | 25-7   | Алекс Уайт        | Единогласное решение         | UFC Fight Night: Stephens vs. Choi            | 14 января 2018   | 3     | 5:00  | Сент-Луис, США      |                                                 |
| Победа    | 24-7   | Том Галликкио     | Единогласное решение         | The Ultimate Fighter: Redemption Finale       | 7 июля 2017      | 3     | 5:00  | Лас-Вегас, США      | Бой в полусреднем весе.                         |
| Победа    | 23-7   | Шейн Кемпбелл     | Единогласное решение         | UFC Fight Night: Cowboy vs. Cowboy            | 21 февраля 2016  | 3     | 5:00  | Питтсбург, США      |                                                 |
| Победа    | 22-7   | Дарон Крюйкшенк   | Сдача (удушение сзади)       | UFC on Fox: Dillashaw vs. Barão 2             | 25 июля 2015     | 1     | 1:27  | Чикаго, США         |                                                 |
| Поражение | 21-7   | Вальмир Ласаро    | Раздельное решение           | UFC 184                                       | 28 февраля 2015  | 3     | 5:00  | Лос-Анджелес, США   |                                                 |
| Поражение | 21-6   | Хорхе Масвидаль   | Единогласное решение         | UFC 178                                       | 27 сентября 2014 | 3     | 5:00  | Лас-Вегас, США      |                                                 |
| Победа    | 21-5   | Джейми Варнер     | TKO (травма лодыжки)         | UFC 173                                       | 24 мая 2014      | 1     | 5:00  | Лас-Вегас, США      |                                                 |
| Поражение | 20-5   | Бобби Грин        | TKO (ногой в корпус)         | UFC: Fight for the Troops 3                   | 6 ноября 2013    | 1     | 3:50  | Форт-Кемпбелл, США  |                                                 |
| Победа    | 20-4   | Сэм Стаут         | Сдача (гильотина)            | UFC 161                                       | 15 июня 2013     | 3     | 4:47  | Виннипег, Канада    | Приём вечера. Бой вечера.                       |
| Победа    | 19-4   | Тоби Имада        | Единогласное решение         | RFA 6                                         | 18 января 2013   | 3     | 5:00  | Канзас-Сити, США    |                                                 |
| Победа    | 18-4   | Джо Джордан       | Сдача (гильотина)            | RFA 5                                         | 30 ноября 2012   | 3     | 0:19  | Карни, США          | Бой в полусреднем весе.                         |
| Победа    | 17-4   | Гильерме Триндаде | KO (удары руками)            | RFA 4                                         | 2 ноября 2012    | 1     | 0:31  | Лас-Вегас, США      |                                                 |
| Победа    | 16-4   | Амир Хиллах       | Раздельное решение           | RFA 3                                         | 30 июня 2012     | 3     | 5:00  | Карни, США          | Бой в промежуточном весе 74,8 кг.               |
| Победа    | 15-4   | Марк Корзеновски  | KO (ногой в голову)          | RFA 1                                         | 16 декабря 2011  | 1     | 0:26  | Карни, США          | Бой в полусреднем весе.                         |
| Победа    | 14-4   | Шон Уилсон        | Сдача (гильотина)            | Titan FC 20                                   | 23 сентября 2011 | 1     | 2:39  | Канзас-Сити, США    | Бой в промежуточном весе 74,8 кг.               |
| Победа    | 13-4   | Стив Шнайдер      | Сдача (удушение сзади)       | Shark Fights 19                               | 10 сентября 2011 | 2     | 2:46  | Индепенденс, США    | Бой в промежуточном весе 74,4 кг.               |
| Поражение | 12-4   | Клей Френч        | Раздельное решение           | Titan FC 19                                   | 29 июля 2011     | 3     | 5:00  | Канзас-Сити, США    | Бой в промежуточном весе 72,6 кг.               |
| Победа    | 12-3   | Нейтан Шут        | TKO (удары)                  | Titan FC 17                                   | 25 марта 2011    | 1     | 0:41  | Канзас-Сити, США    | Бой в промежуточном весе 72,6 кг.               |
| Поражение | 11-3   | Тоби Имада        | Сдача (рычаг локтя)          | Bellator 14                                   | 15 апреля 2010   | 2     | 2:44  | Чикаго, США         | Стартовый этап гран-при Bellator в лёгком весе. |
| Победа    | 11-2   | Калел Робинсон    | Сдача (треугольник)          | Titan FC 15                                   | 18 декабря 2009  | 2     | 2:28  | Канзас-Сити, США    |                                                 |
| Поражение | 10-2   | Рикардо Ламас     | Единогласное решение         | WEC 44                                        | 18 ноября 2009   | 3     | 5:00  | Лас-Вегас, США      |                                                 |
| Поражение | 10-1   | Дональд Серроне   | Сдача (удушение сзади)       | WEC 41                                        | 7 июня 2009      | 1     | 4:38  | Сакраменто, США     |                                                 |
| Победа    | 10-0   | Мэтт Уильямсон    | KO (ногой в голову)          | Close Quarters Combat                         | 21 марта 2009    | 1     | 1:15  | Канзас-Сити, США    |                                                 |
| Победа    | 9-0    | Стив Шнайдер      | Сдача (треугольник)          | Titan FC 12                                   | 19 декабря 2008  | 1     | 1:10  | Канзас-Сити, США    |                                                 |
| Победа    | 8-0    | Майкл Джонсон     | Сдача (треугольник)          | FM: Productions                               | 22 ноября 2008   | 1     | 2:55  | Спрингфилд, США     |                                                 |
| Победа    | 7-0    | Тим Бейзер        | Сдача (треугольник)          | IFC: Sturgis 2008                             | 6 августа 2008   | 1     | 4:30  | Стерджис, США       |                                                 |
| Победа    | 6-0    | Рэн Уизерс        | Сдача (треугольник)          | IFC: Sturgis 2008                             | 6 августа 2008   | 1     | 1:36  | Стерджис, США       |                                                 |
| Победа    | 5-0    | Дэн Копп          | Сдача (удушение сзади)       | IFC: Sturgis 2008                             | 6 августа 2008   | 1     | 1:55  | Стерджис, США       |                                                 |
| Победа    | 4-0    | Дуглас Эдвардс    | Сдача (удушение)             | World Cage FC 2                               | 28 июня 2008     | 1     | 1:36  | Индепенденс, США    |                                                 |
| Победа    | 3-0    | Шейн Хатчинсон    | TKO (удары руками)           | World Cage FC 1                               | 5 апреля 2008    | 1     | 0:34  | Индепенденс, США    |                                                 |
| Победа    | 2-0    | Энтони Смит       | Сдача (удушение)             | True Fight Fans 1                             | 7 декабря 2007   | 1     | 2:30  | Грейн-Вэлли, США    |                                                 |
| Победа    | 1-0    | Кевин Хенглер     | Техническая сдача (удушение) | Titan FC 10                                   | 28 ноября 2007   | 1     | N/A   | Канзас-Сити, США    |                                                 |